# Johan Pieter Fokker
Johan Pieter Fokker (Middelburg, 9 oktober 1755 - Axel, 30 oktober 1831) was een Nederlands wiskundige en politicus tijdens de Franse tijd.
Fokker studeerde godgeleerdheid, wijsbegeerte en geneeskunde aan de Hogeschool te Leiden en promoveerde in alle drie de richtingen. Hij werkte als lector wis- en natuurkunde, astronomie en geneeskunde aan de Illustere School te Middelburg. Hij behoorde tot de unitariërs. Tussen 1795 en 1798 was hij lid van het Comité te Lande, de Tweede Nationale Vergadering, de Constituerende Vergadering en het Uitvoerend Bewind. Hierna werd hij lid van het Intermediair Wetgevend Lichaam, voor hij zich als arts vestigde in Middelburg.
- Biografisch Portaal: 80181453
- International Standard Name Identifier: 0000 0003 9794 3007
- Nederlandse Thesaurus van Auteursnamen: 070036632
- Parlement.com: vg9fgopwyizw
- Virtual International Authority File: 71781815
- WorldCat: E39PBJj4wRrYCXHrvHMWwjqmh3